# Edson Duarte

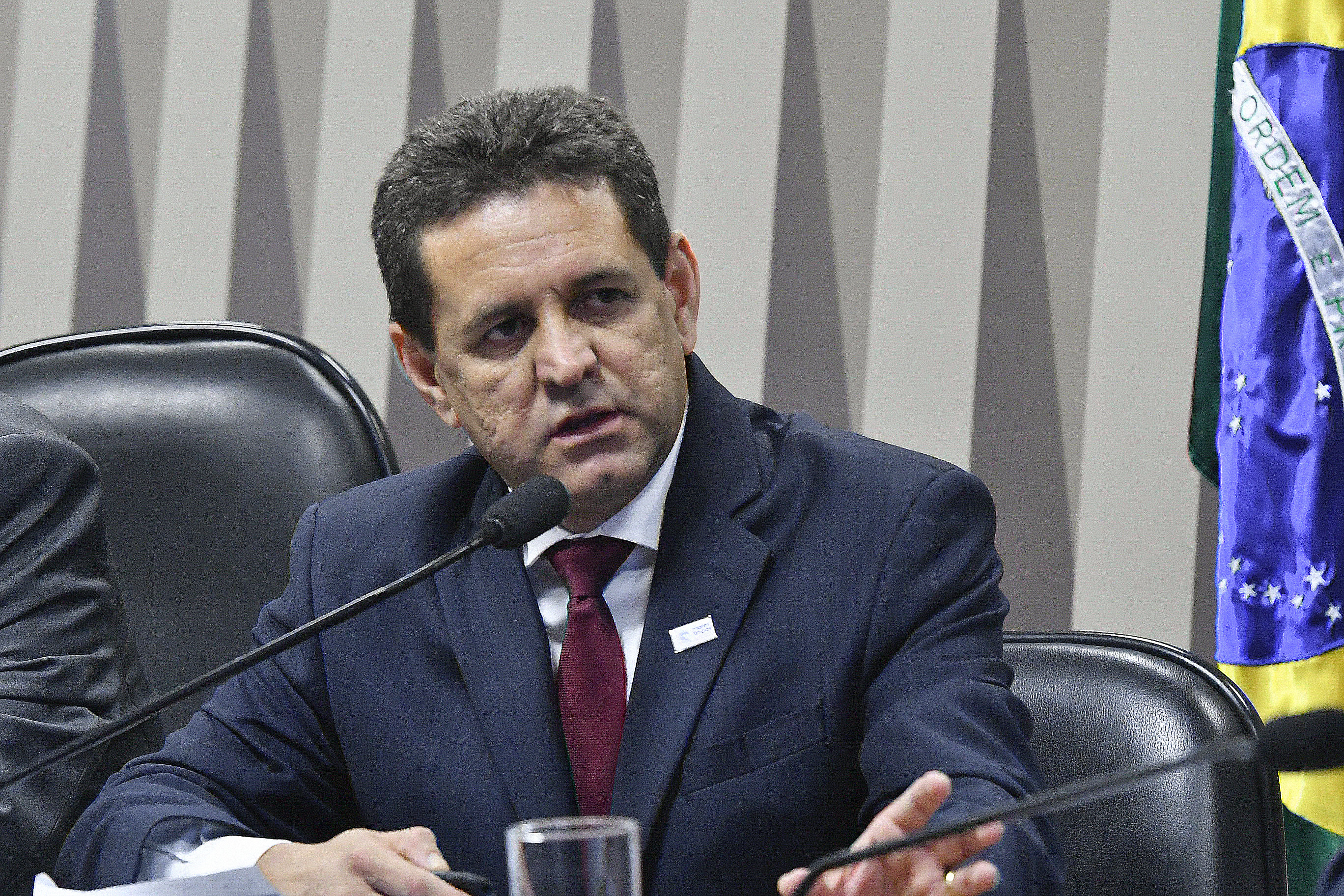
Edson Duarte

Edson Gonçalves Duarte (* 2. November 1965 in Juazeiro, Bahia) ist ein brasilianischer Politiker der Grünen Partei. Er war von April 2018 bis Dezember 2018 Umweltminister Brasiliens.

## Leben
Duarte ist der Sohn von José Duarte Neto und Judite Gonçalves de Souza Duarte, geboren in Juazeiro am Rio São Francisco im Sertão Bahias. Er studierte Pädagogik an der Universidade Católica do Salvador (UCSAL), dem sich ein Postgraduiertenstudium an der Fundação Getulio Vargas (FGV) anschloss.
Zu seinen Ehrungen gehören die Verleihungen der Ehrenbürgerschaft der Städte Itabuna 2010 und Salvador 2013.

## Politische Laufbahn
Parteienwechsel: Von 1987 bis 1989 war Duarte Mitglied des Partido Comunista do Brasil (PCdoB), von 1992 bis 1993 des Partido Socialista Brasileiro (PSB) und ist seit 1993 Mitglied des Partido Verde (PV), der brasilianischen Grünen Partei.
Bei der Kommunalwahl in Brasilien 1992 wurde er für den PSB 1993 bis 1996 zum Stadtrat von Juazeiro gewählt. Daraufhin ging er in die Landespolitik und wurde für die Grüne Partei Landesabgeordneter in der Legislativversammlung von Bahia von 1996 bis 1998 und durch Wiederwahl von 1999 bis 2003. Er kandidierte zweimal erfolgreich für die Abgeordnetenkammer im Nationalkongress und vertrat seinen Heimatstaat für die 52. Legislaturperiode 2003 bis 2007 und 53. Legislaturperiode 2007 bis 2011 als Bundesabgeordneter.
2016 und 2017 war er Mitglied des Nationalen Rates für Umwelt (CONAMA).
Am 6. April 2018 übernahm er die Amtsgeschäfte des Umweltministeriums im Kabinett Temer in Nachfolge von José Sarney Filho. Er ist zudem Mitglied der Nationalen Exekutivkommission der Grünen Partei.
In seiner Eröffnungsansprache zur Tagung des Internationalen Übereinkommens zur Regelung des Walfangs 2018 in Florianópolis forderte Duarte den Umbau der Organisation zu einer Walschutzkommission.